# Cidaria
Cidaria là một chi bướm đêm thuộc họ Geometridae.

## Các loài
- Cidaria antauges Prout, 1938
- Cidaria basharica Bang-Haas, 1927
- Cidaria deletaria Hampson, 1902
- Cidaria distinctata Staudinger, 1892
- Cidaria fulvata – Barred Yellow (Forster, 1771)
- Cidaria luteata Choi, 1997
- Cidaria nugata Felder, 1875
- Cidaria ochracearia Leech, 1897
- Cidaria ochreata Staudinger, 1895